# 北京环路
北京拥有多条环路，这些道路环绕于北京地区，与北京市境内及周边各主要道路交叉，自20世纪80年代起至今仍在建设。除名义上的一环路外，2-7环路基本上均为全封闭公路。其中二、三、四环路均为城市快速路，五、六、七环路均为高速公路。四环全线为双向八车道，二、三、五环全线均为双向六车道，六、七环大部分路段为双向四车道，少部分路段为双向六车道。

## 布局
北京的道路结构受到以紫禁城为中心的内城历史发展模式的影响。  （p. 135）
北京一至四环路总体呈对称方正状。  （p. 135）其外环路总体上更加环形。  （p. 135）
北京各个环路的起点均以位于北京东北角的与京承高速（大广高速河北北段）相交的立交桥或枢纽（二环路为小街桥）为准，顺时针绕圈一周进行里程和出口编号的计算。

## 一环路
上世纪20年代至50年代，北京有轨电车4号线线路呈环形，顺时针方向经天安门—西单—西四—平安里—地安门—鼓楼—交道口—北新桥—东四—东单—天安门，全长17公里。这条路线被称为“环形路”。在 20 世纪 50 年代有轨电车轨道被拆除后，该线路被不久后新开的北京公交4路取代，后于1966年撤销。此后该路号名存实亡，因为它仅仅是地面街道的集合（相比之下，2-7环路都是封闭公路）。 1954 年和 1957 年的规划展示了不同的“一环路”，即北新桥- 磁器口 -菜市口-新街口之间的一个稍大的矩形环路。北京的大多数地图实际上并没有显示一环路；只有极少数地图用淡黄色突出显示了它的可能变体。然而，几十年后修建的其他北京环线公路仍然在地图上有明显的显示。
“一环路”这一概念在文革结束后曾短暂地再度出现，上述道路原有的名称均被改为带有强烈政治宣传意味、歌颂和提倡文革思想的名称，政治动乱结束后，这些名称又得以更改。有建议将路名彻底改为“一环路”，以象征改革开放新时代的开始，也体现出中国拥抱现代化与全球化的意愿，但这个建议很快被否决，因为大多数人还是倾向于保留路名，相信其历史意义和文化传承，更重要的是，他们认为恢复原名也更有谴责文革的象征意义。因此，道路名称又恢复了原来的名字，“一环路”这个词很少再被听到。

## 二环路
北京第一条真正意义上的环路——二环路建于 20 世纪 80 年代，并于 20 世纪 90 年代扩建，是中国第一条无红绿灯快速路。其大致轮廓沿原北京市城墙修建，服务于北京市中心城区，为北京市唯一一条不规则“凸字形”环路。其四段起于西直门、东直门、菜户营、左安门。沿途途径北京北站、北京南站和北京站三大铁路交通枢纽，高速公路与首都机场高速公路、京藏高速均有连接。
北京二环路内的房地产价格比城市其他地区高得多。

## 三环路

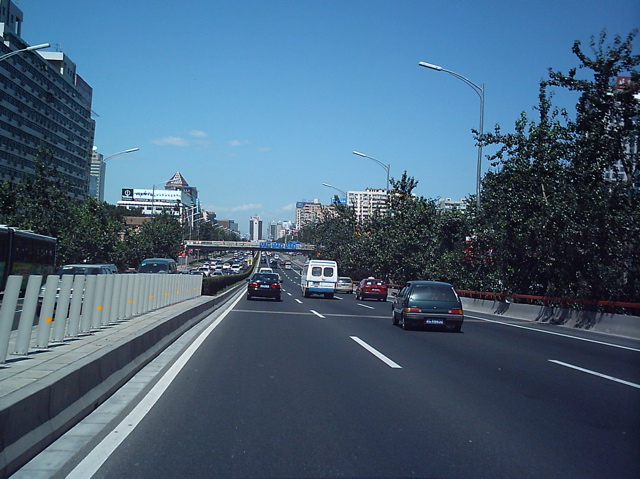
东三环（2004年8月图）

三环路于20世纪80年代修建，90年代竣工，1999年随着玉泉营环岛被改造为玉泉营桥而正式全线通车。该环路贯穿中央商务区和外交区（东直门外/亮马桥、建国门外），中关村南部，六里桥等核心地带。与京承高速公路、京港澳高速公路、京开高速公路、京沪高速公路、京藏高速公路等多条高速公路直接连通。

## 四环路

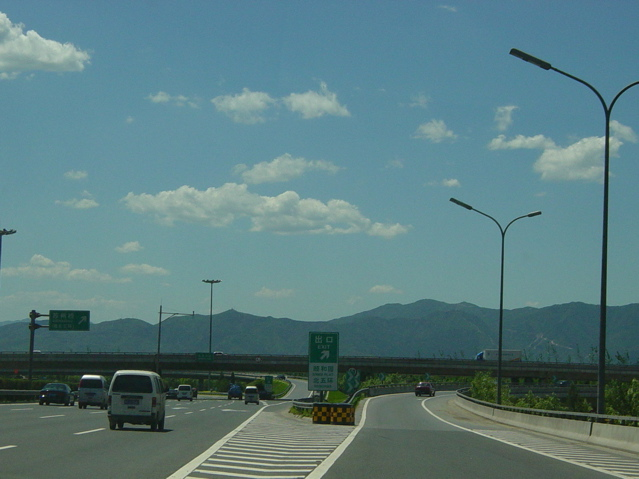
西北四环路（2004年7月图）

四环路于 2001 年建成，距北京中心约8 km（5.0 mi） 。它连接北京中心城区外围—-朝阳区亚运村、望京、六里屯、高碑店、南磨房、垡头、小红门；丰台区丰台科技园和海淀区四季青以及中关村核心区等地。京哈高速、京通快速（大望桥站）均以四环路作为起点。四环路最初按照高速公路的标准运营，2008年因城市发展考量降级为快速路，路牌由绿色更换为蓝色。

## 五环路

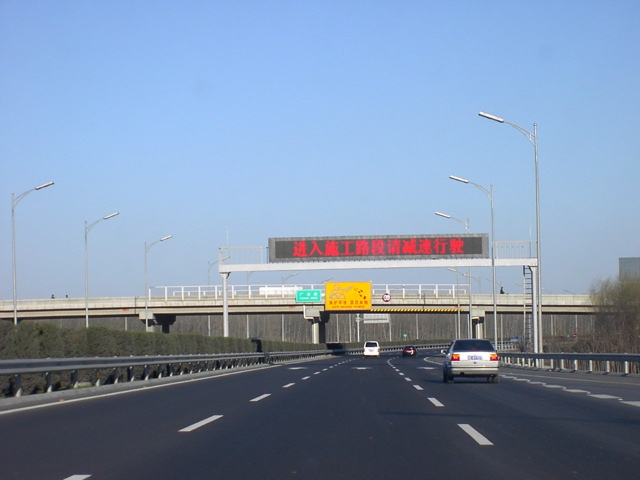
东北五环路（2003年3月图）

五环路与北京城区距离较远（约10km左右），为高速等级道路，编号S50。该环路主要连接北京环铁、东坝、定福庄和次渠等郊区。并穿过亦庄开发区、北京南郊以及香山。
五环路一般作为北京市区与郊区的分界线。
由于靠近奥运场馆，它被网友称为“奥林匹克大道”。此外还有一首关于北京五环的滑稽中文歌曲。被誉为“五环之歌” （页面存档备份，存于） 。

## 六环路
六环路于21世纪初修建，并于2009年全线竣工，为北京市域收费的环线高速公路之一（另外一条为身为七环路的G95首都环线高速，但该高速并不全部在北京市境内，且有在未来绕出北京的可能）。距离北京市中心较远（约15-20km），全长 130 km（81 mi）。该环路连接顺义区、通州区、昌平区、门头沟区和大兴区等北京郊区。该段纳入中国高速公路系统，规划为G45大庆至广州高速公路的支线，公路编码为国家高速G4501 。
2025年4月20日起，六环路东部分（东六环）在通州区的部分路段将该途径地下隧道，为“东六环隧道”，设计宽度为双向六车道。被取代的地上路段和相关出入口也从同日起停用。

## 七环路
G95 首都地区环线高速公路，也被非正式地称为七环路，是一条长将近 1,000 公里，环绕北京市中心，大部分穿过河北省的高速公路。只有38公里经过北京，另外九百多公里位于河北省。该高速于 2018 年 6 月基本完工，最后一段连接北京外城区通州和大兴。剩余的承平高速段预计2025年底完工。 

## 其他
112国道是一条绕北京的环形公路，贯穿河北省和天津市，完全位于北京市郊外。尽管它并不被广泛认为是北京“环路系统”的一部分，但一些公路旅行爱好者却非正式地称其为“八环路”。

## 车辆行驶规定
根据《中华人民共和国大气污染防治法》、《中华人民共和国道路交通安全法》、《北京市大气污染防治条例》等政府出台的相关规定，对于不同车辆进行不同的行驶规则，以五环路和六环路内外作为分界划分。
- 小型机动车须遵守工作日五环内（不含五环路主路）7时至20时的限行规则。[3]

- 部分载货汽车须遵守如下规定[4]:
  - 北京市号牌车辆每天6时至23时，禁止在五环路（不含）以内道路通行，五环路主路禁止核定载质量8吨（含）以上载货汽车通行。
  - 外省市号牌车辆每日6时至24时禁止驶入北京市六环路以内（不含六环路主路）的规定。如需在0时至6时期间驶入北京市域内则需办理有效期内的“进京证”（整车运送鲜活农产品的载货汽车除外）。
  - 自2019年9月21日起，六环路（含）以内道路全天禁止所有国Ⅲ排放标准柴油载货汽车（含整车运送鲜活农产品的国Ⅲ排放标准柴油载货汽车）通行。

- 公务用车和大型载客汽车不受任何影响。

另外，根据有关规定，非京字头号牌的汽车进入北京市行政区域全境（除G95首都环线高速外）需办理进京证，分为“六环外”和“六环内”两种进京证，两者以是否进入六环路作为区分。六环内进京证一年最多只允许办理十二次。即使外地号牌车辆持有六环内进京证，也不能进入二环路内全部区域和少数市政道路（例如通州区部分区域、海淀区玉泉山路和北坞村路等）。实际上，北京市行政区域内仅剩G95首都环线高速（七环路）因进入北京城区方向的出口封闭而成为唯一对于外地车辆不作进京证限制的高速公路。